# Croix-Cottin
Pour les articles homonymes, voir Cottin.
La croix-Cottin est une croix monumentale située au 2, rue du Mont-Cenis à Paris, en France. Construite en 1763, elle est notoire pour avoir subi plusieurs déplacements.

## Description
La croix-Cottin est une croix de pierre, d'environ quatre mètres de hauteur. Elle ne comporte pas d'ornements, et tient son importance de sa destination, et de l'inscription qu'elle comporte : « Cette croix a été faite et plantée par Philippe, anciennement marguiller de sa paroisse de La Chapelle Saint-Denis, le 25 mai 1763, est décédé le 29 mai 1764 m.o un de profundis. Le 15 mars 1780. R. P. de profundis. ».

## Origine
Cette croix a été sculptée par Philippe Cottin (1721-1764), marguillier, de la paroisse Saint-Denys de la Chapelle. Époux d'Anne Gilbert, il faisait partie d'une des plus anciennes familles de Montmartre et de la Chapelle Saint-Denis.

## Installations successives

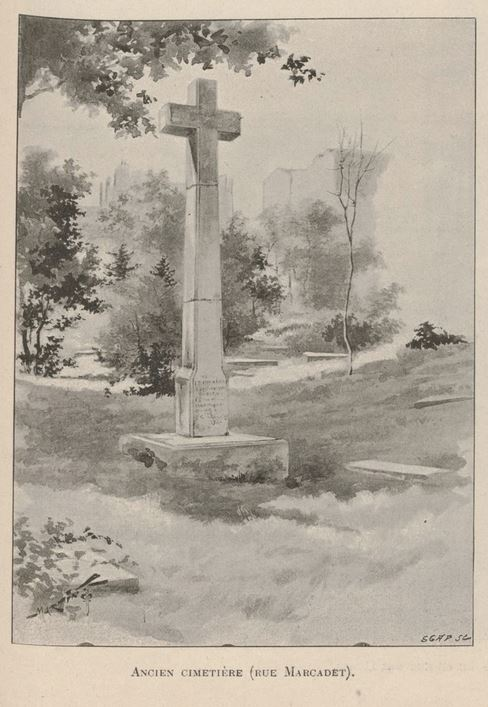
La Croix-Cottin, cimetière Marcadet.

La croix est érigée en 1763 dans le deuxième cimetière de La Chapelle Saint-Denis situé derrière l'église Saint-Denys de la Chapelle , au carrefour formé aujourd’hui par la rue de l'Évangile et la rue de Torcy. 
À la fermeture de ce cimetière, elle est transférée dans le nouveau cimetière Marcadet, situé à l'emplacement actuel de la rue Pierre-Budin.
Après la désaffectation du cimetière Marcadet en 1878, la croix est déplacée en 1887, sur le parvis de l’église Saint-Pierre de Montmartre, par la Société des amis du Vieux-Montmartre,,,, dite Le Vieux Montmartre. À cette occasion, une autre inscription est ajoutée, qui disparait par la suite : « Par les soins de la société d'histoire et d'archéologie Le Vieux Montmartre, cette croix a été transportée de l'ancien cimetière de la Chapelle sis rue Marcadet. Juin 1887. »
En 1916, demande est faite à la mairie, sans succès, de déplacer cette croix vers le cimetière parisien de La Chapelle, ou encore à l'église Saint-Denys de la Chapelle, paroisse de Philippe Cottin.

## Pour approfondir

### Bibliographe
- Jacques Hillairet, Dictionnaire historique des rues de Paris, article « rue du Mont-Cenis » la notice consacrée à la croix est à la page 145, Les Éditions de Minuit, 1963